# Посада
Поса́да (заст. уря́д) — службове становище, пов'язане з виконанням певних обов'язків у якій-небудь установі, на підприємстві і т. ін.; місце (у 7 знач.). Формально, адміністративно закріплене місце працівника в трудовому колективі, яке передбачає виконання логічно посадових обов'язків, посадові виконання і характер взаємовідносин.

Перелік назв посад (номенклатуру) затверджує відповідний орган (організація), що має підпорядковані йому підприємства, установи і організації.